# Салтыков, Александр Александрович (1941)
Алекса́ндр Алекса́ндрович Салтыко́в (род. 29 августа 1941, Москва) — протоиерей Русской православной церкви. Настоятель храма Воскресения Христова в Кадашах. Декан факультета церковных художеств Православного Свято-Тихоновского гуманитарного университета. Член Союза художников России. Старший научный сотрудник Центрального музея древнерусской культуры и искусства имени Андрея Рублёва.

## Биография

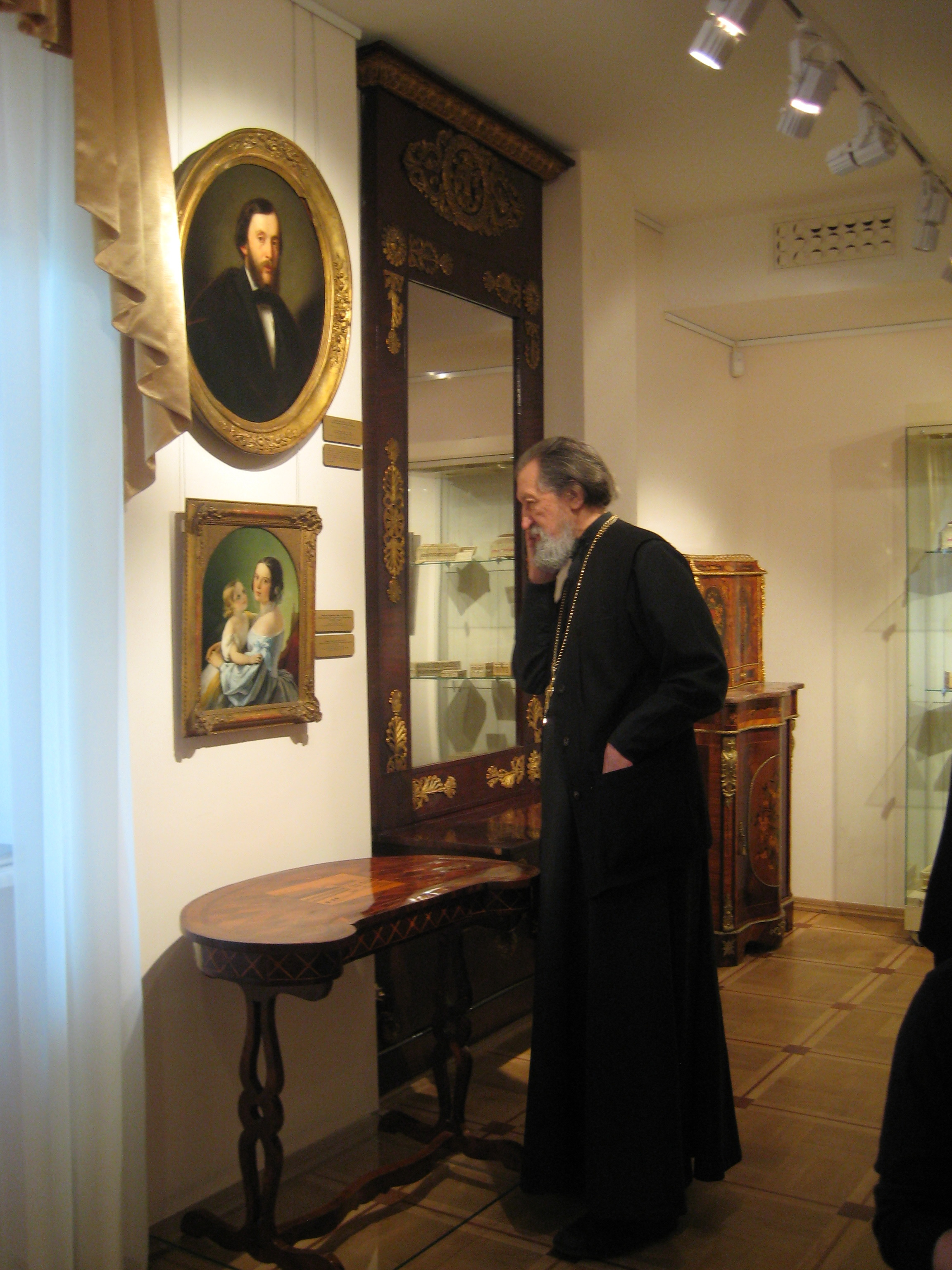

Александр Салтыков родился 29 августа 1941 года в Москве. Сын искусствоведа Александра Борисовича Салтыкова, называет себя представителем известного дворянского рода Салтыковых. По его словам, «вырос в очень приличной среде, культурной, интеллигентной, профессорской. Нас воспитывали с большой осторожностью, оберегая от вредных влияний. С мальчишками я не очень дружил. Во двор нас практически не пускали, потому что там были дети, говорившие дурные слова, которые в нашей семье нельзя было произносить. <…> Я с четырёх лет читал, у нас дома была очень большая библиотека самого разнообразного содержания: вся русская классика, богословская классика, литература на французском языке, потому что у меня и бабушка, и мама преподавали иностранные языки».
Учился в школе № 59 в Староконюшенном переулке (бывшая Медведниковская гимназия). Окончил искусствоведческое отделение исторического факультета МГУ. После окончания МГУ и по настоящее время работает сотрудником Музея имени Андрея Рублёва.
С начала 1980-х годов до 1992 года преподавал в Московской духовной академии и семинарии, откуда ушел в связи с деятельностью по созданию богословских курсов, из которых позднее образовался Православный Свято-Тихоновский богословский институт (ПСТБИ).
Один из основателей Православного Свято-Тихоновского гуманитарного университета (ПСТГУ) и декан факультета церковных художеств этого университета. Духовник издания "Мир Божий", главный редактор сборника докладов конференции "Кадашевские чтения".
Священник Русской православной церкви с 1984 года. Настоятель храма Воскресения Христова в Кадашах с момента возрождения общины в 1993 году. Был одним из главных участников так называемой битвы при Кадашах.

## Политические взгляды
Убеждённый антикоммунист. В интервью для интернет-портала «Православие и мир», опубликованном 1 декабря 2011 года, протоиерей Александр Салтыков, помимо прочего, высказал мнение, что любой человек, разделяющий коммунистические взгляды либо сочувствующий им, автоматически попадает под действие анафемы патриарха Тихона.

## Публикации

### Книги
Автор книг по древнерусскому искусству. В 1981 году была издана книга «Музей древнерусского искусства имени Андрея Рублёва», переиздана в 1989 году. Были напечатаны также две книги по истории церкви конца XIX — начала XX века. Выступал на радио «Радонеж». Автор большого числа лекций и статей по русской иконописи и по истории Русской церкви.
- Иконоведение: Курс лекций. — Машинопись. — М. : Православный Свято-Тихоновский Богословский Институт, 1994. — 73 с.

### Статьи
- О святых иконах времени Ярослава Мудрого (в связи с некоторыми вопросами иконописания) // Журнал Московской Патриархии. — 1984. — № 7. — С. 72—78.
- Краткий очерк истории Московской Духовной Академии [библ. 10+95] // Богословские труды. — 1986. — С. 73—112.
- Из истории русской богословской мысли XVIII века // Тысячелетие крещения Руси: Мат-лы Межд. церк. науч. конф. «Богословие и духовность» (Москва, 11—18 мая 1987 г.). — М.: Моск. патриархия, 1989. — С. 299—303.
- Православная икона как символ Церкви // Единство Церкви: Богословская конференция. 15-16 ноября 1994 года. — М. : Изд-во ПСТБИ, 1996. — 285 с.
- «Видение св. Евстафия Плакиды»: (Рельефная икона из Цебельды) // Искусство христианского мира. — 1996. — № 1. — С. 5—19.
- Библейские основы иконопочитания // Ежегодная богословская конференция Православного Свято-Тихоновского Богословского Института: Материалы 1992—1996 г. — М. : Изд-во ПСТБИ, 1996. — 418 с. — С. 56—62.
- О православной культуре // Журнал Московской Патриархии. — 1997. — № 3. — С. 88—96.
- Как учить церковной истории? (рецензия на книгу Д. Поспеловского «Православная церковь в истории Руси, России, СССР» (Учебное пособие) / Библейско-Богословский институт святого апостола Андрея. М., 1996. 408 с.) // Журнал Московской Патриархии. — 1997. — № 9. — С. 77—80.
- Вопросы церковного искусства на Стоглавом Соборе 1551 года // Искусство христианского мира. — 1999. — № 3. — С. 32—51.
- Икона Святой Троицы преподобного Андрея иконописца (Рублева) и тринитарный догмат // Искусство христианского мира. — 1998. — № 2. — С. 18—27.
- Тертуллиан об искусстве и о церковных художниках своего времени // Искусство христианского мира. — 2000. — № 4. — С. 5—16.
- К изучению геометрической традиции в древнерусском искусстве (ярославская «Оранта» и «Святая Троица» прп. Андрея Рублева) // Искусство христианского мира. — 2000. — № 4. — С. 108—121.
- Историческое значение изображений святых Севастийских мучеников в Софии Киевской // Искусство христианского мира. Вып. 5 : Сборник статей / гл. ред. А. Салтыков. — М. : ПСТБИ, 2001. — 358 с. — С. 15-28
- Прославление новомучеников Российских и возрождение России // Сборник пленарных докладов IX Международных Рождественских образовательных чтений. — М. : Отдел религиозного образования и катехизации Русской Православной Церкви, 2001. — 304 с. — C. 162—191
- Фаворский свет в келье доброписца // Искусство христианского мира. — Вып. 6 : Сборник статей / гл. ред. А. Салтыков. — М. : ПСТБИ, 2002. — 392 с. — С. 225—237
- Описание иконы Собора святых новомучеников и исповедников Российских // Реутов православный. 2003 — № 1 (1) февраль
- Художественный принцип божественного творения мироздания // Искусство христианского мира: сборник статей. Вып. 10. — М. : Православный Свято-Тихоновский гуманитарный университет, 2007. — 628 с. — С. 15-34
- О мифологической форме библейского повествования о сотворении мира // Вестник ПСТГУ. Серия I: Богословие. Философия. 2008. — Вып. 2 (22). — С. 14-27.
- Творение мира в святоотеческой традиции и естествознание // Труды семинара ПСТГУ «Наука и вера». 2011. — № 1
- Богословие. К проблеме времени первозданного творения: «кажущийся» возраст // Кадашевские чтения: сборник докладов конференции. Выпуск XIX. [Гл. ред. протоиерей Александр Салтыков]. — М.: Общество Ревнителей Православной культуры; Об-во сохранения лит. наследия (ОСЛН) [и др.], 2016. — 388 с. — C. 6-14
- Святоотеческое понятие о Боге как о Величайшем Художнике // Кадашевские чтения: сборник докладов конференции. Выпуск XXIII. [Гл. ред. протоиерей Александр Салтыков]. — М.: Музей «Кадашевская слобода»; Об-во сохранения лит. наследия (ОСЛН), 2018. — 390 с. — C. 5-19
- О Боге — Художнике // Церковное искусство в современном обществе: Сборник статей. Вып. 1. — М. : ПСТГУ, 2019. — 103 с.
- О некоторых предпосылках богословия образа. Религиозное искусство // Церковное искусство в современном обществе: Сборник статей. — Вып. 2. — М. : ПСТГУ, 2019. — 63 с.

### Интервью
- Протоиерей Александр Салтыков проповедь в память Новомучеников и исповедников российских// видео
- Новомученики и колесница смерти (+ ВИДЕО). // Православие и мир, 10 февраля 2013.
- Кадаши: «наличность или вечность»? // Русская народная линия, 06 февраля 2013.
- Обновился мир. Рождество. // Православие и мир, 7 января, 2010.
- Православие в Казахстане сегодня // Православие и мир, 16 января, 2010.
- Вечность в камне, или почему разрушают Москву // Православие и мир, 26 февраля, 2010.
- Протоиерей Александр Салтыков об изменении ситуации в Кадашах и о доме диакона // Православие и мир, 19 апреля, 2010.
- Протоиерей Александр Салтыков направил открытое письмо мэру Москвы Ю. М. Лужкову касательно Дома дьякона // Православие и мир, 14 августа, 2010.
- О национальной идее (недоступная ссылка) // Газета «Рузский курьер», 08 сентября 2010 г.
- О депортации цыган из Франции // Сайт Regions.ru, 16 сентября 2010 г.
- Возрождение России невозможно, пока русские будут носить портреты Ленина и Сталина // Русская линия, 27 июля 2010 г.
- О Кадашах и сохранении архитектурного облика столицы // Газета «Православная Москва», июль 2010 г.
- О важности почитания памяти предков, сохранения наследия, май 2010 г.
- Древняя, почитаемая, чудотворная икона — это памятник культуры или святыня? // Православие и мир, 05.05.2010 г.
- О законопроекте, ограничивающем рекламу абортов // Сайт Regions.ru, 08.04.2010 г.
- Я думаю, это были святые люди — о подвиге русских солдат в Болгарии, Сайт Милосердие.ру, 03.03.2010 г.
- По итогам Шестых Кадашевских чтений // kadashi.ru, 09.12.2009 г.
- Можно ли критиковать религию // NEWSru.com, 04.12.2009 г.
- Православие в Казахстане сегодня // «Мир Божий» № 12, 2007 г.
- Паломники наши православные волей-неволей свидетельствуют о христианском отношении к миру — интервью для паломнического центра «Россия в красках» в Иерусалиме
- Ответы на актуальные вопросы — о. Александр Салтыков отвечает на вопросы информационного портала Regions.ru — Новости Федерации.
- Если русскому народу нужна культура, он должен её защищать // Радиостанция «Радонеж», Эфир 11.04.2003.